# Dipseudopsis nossina
Dipseudopsis nossina är en nattsländeart som beskrevs av Navás 1933. Dipseudopsis nossina ingår i släktet Dipseudopsis och familjen Dipseudopsidae. Inga underarter finns listade i Catalogue of Life.